# Altrincham
Altrincham – miasto należące do obszaru metropolitalnego Wielkiego Manchesteru (Greater Manchester), około 8 mil (13 km) na południowy zachód od miasta Manchester. W 2001 roku miasto liczyło 40 695 mieszkańców.

## Altrincham F.C.
W 1903 w mieście został założony klub piłkarski Altrincham F.C. Do 1986 uczestniczył w amatorskich rozgrywkach Northern Premier i Alliance Premier. Następnie przystąpił do rozgrywek Conference National, stanowiących piąty poziom ligowy w Anglii.